# Hennecartia
Hennecartia es un género con una especies de plantas de flores perteneciente a la familia Monimiaceae. 

## Especies seleccionadas
- Hennecartia omphalandra Poisson[1]